# クラヴァルジェ・ヴェ・スレスク - フヘルナー線
クラヴァルジェ・ヴェ・スレスク - フヘルナー線（チェコ語: Železniční trať Kravaře ve Slezsku – Chuchelná）は、チェコ国鉄の鉄道線の名称である。路線番号は318。
1895年、王立プロイセン鉄道によって開業した。かつてはポーランドのラチブジまで路線があり、当時のドイツの鉄道網と繋がっていたが、現在国境を越える区間は廃止されている。

## 運行形態
普通列車のみ、1時間に1本の運行。ほとんどが各駅停車であるが、一日1往復のみ317号線との直通列車があり、クラヴァルジェ～フヘルナー間ノンストップで運行する。

## 駅一覧
以下では、チェコ国鉄318号線の駅と営業キロ、停車列車、接続路線などを一覧表で示す。
- ◎印：全列車停車
- ○印：大部分停車、一部通過

| 路線名 | 駅名                             | 駅間営業キロ | 累計営業キロ      | 累計営業キロ       | Os | 接続路線 | 所在地                 | 所在地     |
| ------ | -------------------------------- | ------------ | ----------------- | ------------------ | -- | -------- | ---------------------- | ---------- |
| 318    | フヘルナー駅                     | -            | ラチブジから 11.5 | フヘルナーから 0.0 | ◎  |          | モラヴィア・スレスコ州 | オパヴァ郡 |
| 318    | ボラチツェ駅                     | 4.2          | 15.7              | 4.2                | ○  |          | モラヴィア・スレスコ州 | オパヴァ郡 |
| 318    | シチェパーンコヴィツェ駅         | 3.1          | 18.8              | 7.3                | ○  |          | モラヴィア・スレスコ州 | オパヴァ郡 |
| 318    | クラヴァルジェ・ヴェ・スレスク駅 | 2.7          | 21.5              | 10.0               | ◎  | 317号線  | モラヴィア・スレスコ州 | オパヴァ郡 |